# The Pros and Cons of Hitch Hiking
The Pros and Cons of Hitch Hiking – solowy album Rogera Watersa, lidera brytyjskiej grupy rockowej Pink Floyd. Nagrany został w roku 1983, a wydany w maju 1984.

## Koncepcja albumu
W lipcu 1978 roku Waters zagrał kilka demówek muzycznych tego, co poskładał, ale zagrał także fragmenty innego przygotowywanego przez siebie albumu, zatytułowanego „Bricks in the Wall”, pozostałym kolegom z zespołu Pink Floyd.
Po długiej debacie jego koledzy zdecydowali, że wolą koncepcję „Bricks in the Wall”, mimo że ich ówczesny menedżer, Steve O'Rourke, uważał, że „The Pros and Cons of Hitch Hiking” jest lepszy.
„Cóż, pomysł na album pojawił się jednocześnie z pomysłem na «The Wall» – podstawą pomysłu. Oba pomysły napisałem mniej więcej w tym samym czasie. I faktycznie, zrobiłem taśmy demo z nich obu i faktycznie przedstawiłem je reszcie Floydów i powiedziałem: «Słuchajcie, zamierzam zrobić jeden z nich jako solowy projekt i zrobimy jeden jako album zespołu, a wy możecie wybrać.» Więc to był ten, który został. Um... to znaczy, od tamtego czasu bardzo się rozwinęło, jak sądzę.” 
- mówi Roger Waters.
„Bricks in the Wall”, przemianowany na „The Wall”, stał się kolejnym albumem Pink Floyd w 1979 roku, a Waters koncepcję tych demówek odłożył na półkę. Na początku 1983 roku Waters sam podjął się realizacji tego projektu.

## Lista utworów
| 1.  | "4.30 A.M. (Apparently They Were Travelling Abroad)"    | 3:12  |
|     |                                                         |       |
| 2.  | "4.33 A.M. (Running Shoes)"                             | 4:08  |
|     |                                                         |       |
| 3.  | "4.37 A.M. (Arabs With Knives and West German Skies)"   | 2:17  |
|     |                                                         |       |
| 4.  | "4.39 A.M. (For the First Time Today, Pt. 2)"           | 2:02  |
|     |                                                         |       |
| 5.  | "4.41 A.M. (Sexual Revolution)"                         | 4:49  |
|     |                                                         |       |
| 6.  | "4.47 A.M. (The Remains of Our Love)"                   | 3:09  |
|     |                                                         |       |
| 7.  | "4.50 A.M. (Go Fishing)"                                | 6:59  |
|     |                                                         |       |
| 8.  | "4.56 A.M. (For the First Time Today, Pt. 1)"           | 1:38  |
|     |                                                         |       |
| 9.  | "4.58 A.M. (Dunroamin, Duncarin, Dunlivin)"             | 3:03  |
|     |                                                         |       |
| 10. | "5.01 A.M. (The Pros and Cons of Hitch Hiking, Pt. 10)" | 4:36  |
|     |                                                         |       |
| 11. | "5.06 A.M. (Every Strangers' Eyes)"                     | 4:48  |
|     |                                                         |       |
| 12. | "5.11 A.M. (The Moment of Clarity)"                     | 1:28  |
|     |                                                         |       |
|     |                                                         | 42:09 |
|     |                                                         |       |